# Julen Olaizola
Julen Imanol Olaizola González (nacido el 4 de marzo de 1993, en San Sebastián, Guipúzcoa) es un jugador de baloncesto español, que ocupa la posición de ala-pívot en las filas del CB L'Horta Godella de la Liga LEB Plata.

## Biografía
Tras comenzar como jugador en el club de su tierra, el Easo, en la temporada 2007-08 firma por las categorías inferiores del Real Madrid, para jugar primero con los cadetes y más tarde con los junior, llegando a disputar un encuentro con el equipo de Liga EBA. En la temporada 2011-2012 firma con el San Sebastián Gipuzkoa para jugar primero en el Iraurgi Saski Baloia. Esa misma temporada debuta en la ACB con el club donostiarra llegando a disputar 6 partidos. En la temporada 2012-2013 pasa definitivamente a formar parte de la primera plantilla del Gipuzkoa Basket, club en el que permanecerá hasta la temporada 2016-17, la cual finaliza en la disciplina del UCAM Murcia.  
Inicia la temporada 2017-2018 en el UCAM Murcia, siendo traspasado al Força Lleida de LEB Oro, donde completa la temporada promediando 2.3 puntos y 2.3 rebotes. 
En 2018-2019 firma con el Real Canoe de LEB Oro, logrando medias de 2.7 puntos y 2.2 rebotes. 
En la temporada 2019-20 retorna al San Sebastián Gipuzkoa y consigue su segundo ascenso a la Liga Endesa con el conjunto guipuzcoano, promediando 2.8 puntos y 2.1 rebotes. Renueva con dicho club una campaña más y disputa la temporada 2020-2021 en la Liga Endesa, registrando promedios de 1.6 puntos y 1.8 rebotes. 
En la temporada 2021/22 firma con el Cáceres Patrimonio de la Humanidad, club de LEB Oro, completando la temporada con medias de 4.4 puntos y 3.2 rebotes. Renovó con el club cacereño en la temporada 2022/23 y registró promedios de 4.1 puntos y 3.4 rebotes.
El 21 de julio de 2023, firma por el CB L'Horta Godella de la Liga LEB Plata.